# Lardero
Lardero is een gemeente in de Spaanse provincie en regio La Rioja met een oppervlakte van 20,36 km². Lardero telt 9.620 inwoners (1 januari 2016).

## Demografische ontwikkeling
Bron: INE, 1857-2011: volkstellingen